# Antônio Rodrigo Nogueira
Antônio Rodrigo Nogueira (portugalská výslovnost: [ɐ̃ˈtoniu ʁoˈdɾiɡu noˈɡejɾɐ]; přezdívka "Minotauro"; * 2. června 1976 Vitória da Conquista, Brazílie) je brazilský bojovník smíšených bojových umění (MMA). V současnosti soutěží v těžké váze v největší světové organizaci UFC (Ultimate Fighting Championship). Byl dočasným šampionem těžké divize UFC (2008), prvním šampionem Pride (v letech 2001-2003) a finalistou 2004 Pride FC Heavyweight Grand Prix. Ve svých nejlepších letech byl považován za světové číslo 7-8 mezi bojovníky těžké váhy. Jeho dvojče Antônio Rogério Nogueira je rovněž bojovníkem MMA, ale zápasí v polotěžké váze.
Minotauro Nogueira je nositelem 3. danu v brazilském jiu-jitsu. Jeho boj na zemi je považován za jeden z nejlepších mezi všemi borci provozujícími MMA. Dokonale zvládnutou má především páku na ruku – armbar. Rovněž jeho box je na velmi solidní úrovni. Kopy prakticky nepoužívá. Nogueira patřil mezi elitu těžké váhy již více než 12 let. Za tu dobu dokázal porazit takové borce jako Randy Couture, Mirko "Cro Cop" Filipovič, Dan Henderson, Fabricio Werdum, Mark Coleman, Josh Barnett, Tim Sylvia, Heath Herring (3x), Sergei Kharitonov a Semmy Schilt. Jeho osudovými soupeři však byli Fjodor Jemeljaněnko a Frank Mir. Oba ho porazili dvakrát. Navíc Frank Mir ho jako první zápasník nejprve knockoutoval (27. prosince 2008) a později jako první donutil vzdát se, když mu v zápase 10. prosince 2011 zlomil ruku pomocí techniky kimura poté, co Nogueira dlouho odmítal odklepat a uznat tím porážku. Po vyléčení zranění se Nogueira vrátil vítězně na UFC 153 v říjnu 2012, když porazil Davea Hermana.
Nogueirova zápasová bilance činí 34 výher (z toho 21 submisí), 7 porážek (z toho 2 knockoutem a 1 podrobením), 1 remíza a 1 utkání bez rozhodnutí. Antônio Rodrigo Nogueira měří 191 cm, váží 110 kg a rozpětí paží má 196 cm.